# Рудольф, Майя
Ма́йя Хаби́ра Ру́дольф (англ. Maya Khabira Rudolph; род. 27 июля 1972) — американская актриса, комедиантка и певица. Первоначальную известность Рудольф приобрела будучи участницей альтернативной рок-группы The Rentals, прежде чем присоединилась к импровизационной труппе The Groundlings. В 2000 году Рудольф вошла в актёрский состав передачи «Субботним вечером в прямом эфире», после чего появилась с ролями второго плана в таких фильмах, как «50 первых поцелуев» (2004) и «Компаньоны» (2006).
Покинув «SNL» в 2007 году, Рудольф снялась в фильмах «В пути» (2009), «Одноклассники» (2010) и «Девичник в Вегасе» (2011). Она также озвучила персонажей мультфильмов «Шрек Третий» (2007) и «Город героев» (2014). В 2018 году Рудольф появилась в сериале «В лучшем мире», за роль в котором была номинирована на премию «Эмми» в категории «Лучшая приглашённая актриса в комедийном сериале».

## Биография
Рудольф родилась в Гейнсвилле, Флорида. Она является дочерью соул-певицы Минни Рипертон и композитора Ричарда Рудольфа. Её мать была афроамериканкой, а отец евреем с русскими, литовскими, немецкими и венгерскими корнями. Мать умерла, когда Рудольф было всего лишь 6 лет. Дед по отцовской линии Сидни Рудольф владел сетью ресторанов Wendy’s и Rudy’s в округе Дэйд штата Флорида, где он также был известен как благотворитель. Она училась в школе Crossroads School в Санта-Монике, где подружилась с Гвинет Пэлтроу и Джеком Блэком. Семья Рудольф также подружилась с семьёй Пэлтроу. В 2000 году Майя и её отец выступили в качестве музыкальных супервайзеров для фильма Брюса Пэлтроу Дуэты, в котором Гвинет Пэлтроу исполнила одну из главных ролей.
Обучалась в Университете Калифорнии, который закончила со степенью бакалавра (специальность «Фотография») в 1995 году.
Рудольф стала популярна после многочисленных выступлений в Saturday Night Live с 2000 по 2007 год. Она начала карьеру в конце девяностых, выступая вместе с комедийной труппой The Groundlings, где также выступали её подруги и коллеги по фильму «Подружки невесты» Кристен Уиг, Мелисса МакКарти и Венди МакЛендон-Кови.
Рудольф чаще всего пародирует Донателлу Версаче и Кристину Агилеру. Также её скетчи включают пародии на таких звёзд и публичных личностей, как Жаклин Кеннеди (Джеки), Барбара Стрейзанд, Бейонсе, Кондолиза Райс, Иванка Трамп, Дженнифер Лопез, Лиза Кудроу, Лайза Миннели, Люси Лью, Мишель Обама, Нелли Фуртадо, Опра Уинфри, Пэрис Хилтон, Тайра Бэнкс и Уитни Хьюстон.
В апреле 2004 года Рудольф заняла 20 место в списке «Самых смешных людей Америки», составленном изданием Entertainment Weekly.
После нескольких небольших ролей в кино и на телевидении она появилась в фильме 2006 года «Компаньоны», где исполнила значительную роль. Позже она исполнила одну из главных ролей в фильме «Идиократия», вместе с Люком Уилсоном.
В 2010 году появилась в фильме «Одноклассники», где сыграла роль жены героя Криса Рока.
Рудольф достигла более широкой известности после одной из главных ролей в коммерчески и критически успешном фильме «Девичник в Вегасе» в 2011 году. Осенью того же года она исполнила одну из главных ролей в комедийном сериале NBC «Всю ночь напролёт». Во время съёмок сериала Майя была беременна. На 7 месяце беременности она взяла перерыв, но уже спустя 3 месяца после родов вернулась к съёмкам.
В 2012 году Рудольф вернулась в Saturday Night Live, но уже в качестве приглашённой звезды в собственном эпизоде и получила за своё выступление номинацию на премию «Эмми».
В 2014 году вышел фильм режиссёра, а также фактического супруга Рудольф, Пола Томаса Андерсона «Врождённый порок».
В конце 2017 года Майя снялась вместе с Мелиссой Маккарти и Элизабет Бэнкс в комедии «Игрушки для взрослых» от режиссёра Брайана Хенсона (сына создателя Маппет-шоу Джима Хенсона).

## Личная жизнь
С 2001 года Рудольф состоит в отношениях с режиссёром Полом Томасом Андерсоном. У пары есть четверо детей — дочери Перл (род. 2005), Люсиль (род. 2009) и Минни (род. 2013), а также сын Джек (род. 2011).

## Фильмография
| Год  | Название на русском                          | Оригинальное название                      | Роль                     | Примечания  |
| ---- | -------------------------------------------- | ------------------------------------------ | ------------------------ | ----------- |
| 1997 | Лучше не бывает                              | As Good as It Gets                         | женщина-полицейский      |             |
| 1997 | Гаттака                                      | Gattaca                                    | медсестра                |             |
| 2000 | Чак и Бак                                    | Chuck & Buck                               | Джамилла                 |             |
| 2000 | Дуэты                                        | Duets                                      | ведущая караоке          |             |
| 2003 | Дюплекс                                      | Duplex                                     | Тара                     |             |
| 2004 | Проснитесь, Рон Бургунди: Потерянный фильм   | Wake Up, Ron Burgundy: The Lost Movie      | Каншаша X                |             |
| 2004 | 50 первых поцелуев                           | 50 First Dates                             | Стэйси                   |             |
| 2006 | Компаньоны                                   | A Prairie Home Companion                   | Молли                    |             |
| 2006 | Идиократия                                   | Idiocracy                                  | Рита                     |             |
| 2007 | Шрек Третий                                  | Shrek the Third                            | Рапунцель                | озвучивание |
| 2009 | В пути                                       | Away We Go                                 | Верона Де Тессант        |             |
| 2010 | СуперМакГрубер                               | MacGruber                                  | Кейси Фицпатрик          |             |
| 2010 | Одноклассники                                | Grown Ups                                  | Дианн МакКензи           |             |
| 2011 | Девичник в Вегасе                            | Bridesmaids                                | Лиллиан Донован          |             |
| 2011 | Мой парень из зоопарка                       | Zookeeper                                  | Молли                    | озвучивание |
| 2011 | Дети сексу не помеха                         | Friends with Kids                          | Лесли                    |             |
| 2013 | Дорога, дорога домой                         | The Way, Way Back                          | Кейтлин                  |             |
| 2013 | Одноклассники 2                              | Grown Ups 2                                | Дианн МакКензи           |             |
| 2013 | Турбо                                        | Turbo                                      | Ожог                     | озвучивание |
| 2014 | Реальная белка                               | The Nut Job                                | Зайка                    | озвучивание |
| 2014 | Врождённый порок                             | Inherent Vice                              | Петуния Лиуэй            |             |
| 2014 | Город героев                                 | Big Hero 6                                 | тётя Кэсс                | озвучивание |
| 2015 | Странные чары                                | Strange Magic                              | Гризельда                | озвучивание |
| 2015 | План Мэгги                                   | Maggie’s Plan                              | Фелиция                  |             |
| 2015 | Очень Мюрреевское Рождество                  | A Very Murray Christmas                    | певица                   |             |
| 2015 | Сёстры                                       | Sisters                                    | Бринда                   |             |
| 2016 | Мистер Свин                                  | Mr. Pig                                    | Юнис                     |             |
| 2016 | Angry Birds в кино                           | The Angry Birds Movie                      | Матильда                 | озвучивание |
| 2016 | Angry Birds в кино                           | The Angry Birds Movie                      | Поппи                    | озвучивание |
| 2016 | Поп-звезда: не переставай, не останавливайся | Popstar: Never Stop Never Stopping         | Дебора                   |             |
| 2016 | Моя школа тонет в море                       | My Entire High School Sinking Into the Sea | Верти                    | озвучивание |
| 2017 | Калифорнийский дорожный патруль              | CHiPs                                      | сержант Гейл Эрнандес    |             |
| 2017 | Нам здесь не место                           | We Don’t Belong Here                       | Джоанн                   |             |
| 2017 | Эмоджи фильм                                 | The Emoji Movie                            | Смайлер                  | озвучивание |
| 2017 | Реальная белка 2                             | The Nut Job 2: Nutty by Nature             | Зайка                    | озвучивание |
| 2018 | Душа компании                                | Life of the Party                          | Кристин Давенпорт        |             |
| 2018 | Игрушки для взрослых                         | The Happytime Murders                      | Бабблс                   | озвучивание |
| 2019 | Лего. Фильм 2                                | The Lego Movie 2: The Second Part          | мама                     | озвучивание |
| 2019 | Образование                                  | Booksmart                                  | медиативная запись Молли | озвучивание |
| 2019 | Винная страна                                | Wine Country                               | Наоми                    |             |
| 2019 | Angry Birds 2 в кино                         | The Angry Birds Movie 2                    | Матильда                 | озвучивание |
| 2020 | Семья Уиллоби                                | The Willoughbys                            | няня                     | озвучивание |
| 2021 | Митчеллы против машин                        | The Mitchells vs. the Machines             | Линда Митчелл            | озвучивание |
| 2021 | Лука                                         | Luca                                       | Даниэла Пагуро           | озвучивание |
| 2022 | Зачарованная 2                               | Disenchanted                               | Мальвина Монро           |             |

## Награды и номинации
| Год  | Ассоциация                                    | Категория                                                                 | Работа                           | Результат |
| ---- | --------------------------------------------- | ------------------------------------------------------------------------- | -------------------------------- | --------- |
| 2004 | Премия «Спутник»                              | Лучшая женская роль в телесериале — комедия или мюзикл                    | Субботним вечером в прямом эфире | Номинация |
| 2007 | Премия «NAACP Image»                          | Лучшая женская роль в комедийном сериале                                  | Субботним вечером в прямом эфире | Номинация |
| 2009 | Ассоциация кинокритиков Вашингтона            | Лучшая женская роль                                                       | В пути                           | Номинация |
| 2009 | Ассоциация кинокритиков Сент-Луиса            | Лучшая женская роль                                                       | В пути                           | Номинация |
| 2009 | Ассоциация кинокритиков Юты                   | Лучшая женская роль                                                       | В пути                           | Номинация |
| 2011 | Премия «Спутник»                              | Лучшая женская роль второго плана — мини-сериал, телесериал или телефильм | Всю ночь напролёт                | Номинация |
| 2011 | Общество кинокритиков Финикса                 | Лучший актёрский состав                                                   | Девичник в Вегасе                | Номинация |
| 2012 | Прайм-тайм премия «Эмми»                      | Лучшая приглашённая актриса в комедийном сериале                          | Субботним вечером в прямом эфире | Номинация |
| 2012 | Премия «NAACP Image»                          | Лучшая женская роль второго плана в комедийном сериале                    | Всю ночь напролёт                | Номинация |
| 2012 | Премия «Спутник»                              | Лучшая женская роль второго плана — мини-сериал, телесериал или телефильм | Всю ночь напролёт                | Номинация |
| 2012 | Премия «MTV»                                  | Лучший WTF момент (совместно с актёрским составом)                        | Девичник в Вегасе                | Победа    |
| 2012 | Премия Гильдии киноактёров США                | Лучший актёрский состав в игровом кино                                    | Девичник в Вегасе                | Номинация |
| 2013 | Общество кинокритиков Финикса                 | Лучший актёрский состав                                                   | Дорога, дорога домой             | Номинация |
| 2014 | Премия «Независимый дух»                      | Приз имени Роберта Олтмена (совместно с актёрским составом)               | Врождённый порок                 | Победа    |
| 2017 | Премия Гильдии сценаристов США                | Лучший сценарий в комедийном сериале, варьете или скетч-шоу               | Майя и Марти                     | Номинация |
| 2017 | Ассоциация онлайн-критиков кино и телевидения | Лучшая женская роль в варьете-шоу                                         | Майя и Марти                     | Номинация |
| 2018 | Прайм-тайм премия «Эмми»                      | Лучшая приглашённая актриса в комедийном сериале                          | В лучшем мире                    | Номинация |
| 2018 | Ассоциация онлайн-критиков кино и телевидения | Лучшая приглашённая актриса в комедийном сериале                          | В лучшем мире                    | Победа    |
| 2020 | Прайм-тайм премия «Эмми»                      | Лучшая приглашённая актриса в комедийном телесериале                      | Субботним вечером в прямом эфире | Победа    |
| 2020 | Прайм-тайм премия «Эмми»                      | Лучшее озвучивание персонажа                                              | Большой рот                      | Победа    |